# Kyle Kulinski
Kyle Edward Kulinski (Condado de Westchester, Nueva York, 31 de enero de 1988) es un comentarista político y presentador de medios estadounidense. Es el presentador y productor de The Kyle Kulinski Show en su canal de YouTube Secular Talk y es coanfitrión junto con su esposa Krystal Ball en el podcast progresista Krystal Kyle & Friends.
Kulinski, quien se describe a sí mismo como socialdemócrata, es cofundador de Justice Democrats, un comité de acción política progresista fundado en el principio de que los candidatos que respalda deben rechazar donaciones de PAC corporativos.

## Primeros años
Kulinski nació el 31 de enero de 1988 en una familia de ascendencia polaca e italiana. Nació y creció en los suburbios de la ciudad de Nueva York del condado de Westchester, Nueva York. Se graduó de New Rochelle High School en 2006 y de la Universidad de Iona en 2010 con una licenciatura en ciencias políticas y una especialización en psicología. Su padre, Albert Kulinski (1954-2011), era dueño de un concesionario Chevrolet en New Rochelle.
Kulinski atribuye la muerte prematura de su padre (que cree que se debió a una atención médica inadecuada), la invasión de Irak en 2003 durante su adolescencia y las obras de Noam Chomsky como influencias que ayudaron a dar forma a sus opiniones políticas.

## Carrera

### The Kyle Kulinski Show
Kulinski inició un canal de YouTube en la primavera de 2008, llamado «Secular Talk», mientras estudiaba ciencias políticas. Kulinski indicó desde el principio que el programa se inclina fuertemente hacia la izquierda. Presenta las noticias con un tono «impetuoso» y «directo», junto con chistes y blasfemias, en marcado contraste con el estilo de presentación formal que se encuentra en los principales medios de comunicación.
Desilusionado con el presidente estadounidense Barack Obama al final de su primer mandato, Kulinski comenzó a publicar videos a tiempo completo y empezó a transmitir en BlogTalkRadio como The Kyle Kulinski Show. Este aumento de actividad elevó su número de suscriptores en YouTube a más de 100.000. En 2015, Kulinski ya se ganaba la vida con Secular Talk. Desde entonces, sus vídeos reciben regularmente cientos de miles de visitas. El 16 de diciembre de 2022, el canal superó los mil millones de visitas en YouTube.

### Justice Democrats
En diciembre de 2016, después de las elecciones presidenciales de Estados Unidos de 2016, Kulinski, junto con Cenk Uygur de The Young Turks y Saikat Chakrabarti y Zack Exley de la campaña presidencial de Bernie Sanders de 2016, crearon Justice Democrats, un comité de acción política con el objetivo de apoyar a candidatos progresistas en las elecciones primarias contra los miembros demócratas del Congreso. Uygur y Kulinski renunciaron al grupo a finales de 2017. Desde su salida, Kulinski ha expresado su desaprobación con la estrategia política de los Justice Democrats, y ha criticado a los congresistas alineados con los Justice Democrats por no retener sus votos a la presidenta de la Cámara de Representantes Nancy Pelosi a cambio de una votación de la Cámara sobre Medicare para Todos.

### Krystal Kyle & Friends
El 1 de enero de 2021, Kulinski y Krystal Ball comenzaron un podcast titulado Krystal Kyle & Friends, donde ambos son coanfitriones. Entre los invitados notables del podcast se incluyen Jordan Peterson, Russell Brand, Noam Chomsky, Thomas Frank, Glenn Greenwald, Carl Hart, Justin Jackson, Bernie Sanders, Matt Taibbi, Nina Turner, Cornel West, Marianne Williamson, Richard D. Wolff, Vaush y Andrew Yang.

## Puntos de vista
Se cita a Kulinski como un comentarista progresista. The Hill ha destacado a Kulinski por sus comentarios sobre varios candidatos presidenciales, incluidos Bernie Sanders, Joe Biden y Hillary Clinton.
Se ha descrito a sí mismo como un socialdemócrata, un ateo agnóstico, un humanista secular y un «centrista internacional». Kulinski aboga por una atención sanitaria de pagador único, matrícula gratuita en colegios y universidades públicas, un salario mínimo federal, la reducción del gasto militar, el no intervencionismo militar, la abolición de la pena capital, el gasto en infraestructura, la legalización de la eutanasia y la legalización, regulación e impuestos a las drogas y la prostitución.
En la revista The Graduate Review de la Universidad Estatal de Bridgewater, Kulinski ha sido descrito como uno de los «nuevos intelectuales orgánicos de YouTube». El periódico estudiantil de la Universidad de Brock, The Brock Press, afirma que los programas de Kulinski demostraron ser «excelentes canales para que los derechistas impresionables escuchen al otro lado del pasillo de una manera retórica que les atrae».

### Aborto
Kulinski ha criticado la oposición al aborto por motivos religiosos, argumentando que, según su interpretación de la Biblia, el aborto es permisible en el cristianismo.

### Financiación de campañas
Kulinski cree que la política de financiación de las campañas es lo que distingue a los candidatos progresistas de la corriente principal del Partido Demócrata, al que se refirió como «simplemente republicanos light». Al defender a los candidatos respaldados por Justice Democrats, Kulinski afirmó que «si alguien te da un cheque por una enorme cantidad de dinero, vas a cuidarlo. El Partido Demócrata es una sombra de lo que fue. Deshazte del dinero corporativo. Necesitamos concentrarnos en los problemas».

### Conflicto entre israelíes y palestinos
Kulinski considera que la invasión israelí de la Franja de Gaza en 2023 es un genocidio contra el pueblo palestino. También expresó su apoyo a las protestas pro palestinas de 2024 en los campus universitarios, comparándolas con las protestas contra la guerra de Irak y contra la guerra de Vietnam. En cada una de estas circunstancias, Kulinski cree que los manifestantes tenían «totalmente razón».

### Labor
Kulinski se opone al uso de la biometría con fines de gestión de empleados, caracterizando este uso como «autoritarismo de alto rango disfrazado de eficiencia corporativa para la satisfacción del consumidor».

### LGBTQ+
En 2014, cuando el entonces presentador Fox News, Oliver North, pronunció un discurso comparando la lucha contra los derechos de los homosexuales con la lucha contra la esclavitud, Kulinski cubrió el discurso diciendo: «No solo no hay comparación, sino que, en todo caso, la posición de oposición sobre esos temas es más bien como oponerse a la esclavitud». Kulinski añadió: «Estar a favor de los derechos de los homosexuales y tratar de tratar a las personas por igual ante la ley, es definitivamente un movimiento que está más en línea con la idea detrás de los abolicionistas de tratar a las personas por igual y tratarlas bien».
En 2022, Kulinski recibió a Jordan Peterson en Krystal Kyle & Friends y discutió con él sobre el tema de la identidad transgénero. Kulinski rechazó el comentario de Peterson de que la foto de portada de la revista Esquire de Elliot Page era un intento de convertir a los niños en transgénero.

### Redes sociales
Kulinski es un defensor de la libertad de expresión en plataformas de redes sociales como Twitter y YouTube. Se opone a limitar el alcance de los canales de YouTube o a eliminarlos de la plataforma, argumentando que la libertad de expresión debería aplicarse a todos. Él cree que, debido a la presión de los anunciantes, su propio canal está siendo suprimido por el algoritmo de YouTube.
Kulinski expresó su apoyo a los periodistas involucrados en los Twitter Files y cree que sus revelaciones deberían recibir más cobertura por los medios de comunicación.

## Política electoral

### 2016
Kulinski apoyó a Bernie Sanders en las elecciones primarias demócratas de 2016 y luego votó por Jill Stein. Aunque criticó a Hillary Clinton, la describió como el «mal menor» en las elecciones generales contra Donald Trump y dijo que la gente en los estados clave debería votar por Clinton para evitar que Trump gane.
Después de la elección de Trump, Kulinski expresó su creencia de que los progresistas y liberales podrían presionar con éxito al Presidente Trump para que implemente políticas como el gasto en infraestructura y el proteccionismo económico.Kulinski critica el movimiento Alto a Trump y desaconseja elogiar a los republicanos que critican a Trump, afirmando que «los republicanos del establishment quieren que Trump haga todo lo que está haciendo, menos los tuits maliciosos».

### 2020
Kulinski volvió a apoyar a Sanders en las primarias presidenciales del Partido Demócrata de 2020. Después de que el entonces candidato Joe Biden se convirtiera en el presunto ganador de las primarias, Kulinski declaró que no apoyaría a Biden. Al comentar esta postura, Kulinski mencionó que alienta a sus críticos a «culparlo» si Donald Trump ganara la reelección, pues cree que esto habría demostrado que candidatos como Biden requieren del apoyo de los progresistas para ganar. El periodista Mehdi Hasan criticó a Kulinski por esta postura, afirmando: «Si te parece bien que un nacionalista blanco gane un segundo mandato, cuestiono tus credenciales de 'izquierda'». La presentadora de televisión Joy Reid coincidió con la crítica de Hasan a la postura de Kulinski.

### 2024
En marzo de 2023, Kulinski asistió al evento de lanzamiento de la campaña presidencial de 2024 de Marianne Williamson en Washington Union Station en Washington D. C.Kulinski cubrió ampliamente los primeros días de su campaña, y Williamson le atribuye el mérito de atraer a muchos partidarios varones jóvenes a su causa. Después de que Marianne Williamson suspendiera su campaña, Kulinski apareció en un video de celebración del cumpleaños número 74 de Jill Stein. En la grabación, Kulinski expresó su respaldo a la campaña presidencial de Jill Stein para 2024 junto con el de su esposa Krystal.

## Vida privada
Kulinski se comprometió con su colega comentarista política Krystal Ball en septiembre de 2022. El 6 de mayo de 2023, Kulinski y Ball se casaron, y la boda fue oficiada por Marianne Williamson.